# Плашилото (филм, 1973)
„Плашилото“ (на английски: Scarecrow) е американска драма от 1973 година на режисьора Джери Шацбърг с участието на Джийн Хекман и Ал Пачино.

## Сюжет
Двама скитници, кръстосващи Америка на автостоп, се сприятеляват и откриват, че са сродни души. Самотникът Макс, който предпочита да навлече още един кат дрехи, отколкото да позволи някому да постигне близост с него и симпатичният, смешен неудачник Франсис, който влиза под кожата на Макс и го учи как да се отвори към света. Двамата заедно решават да спестят пари и да си купят автомивка. Но колкото и да се мъчат да се предпазят взаимно от неприятности, приятелството им предлага само ограничена закрила, макар че и двамата извличат по нещо положително от него.

## В ролите
| Изпълнител     | Роля                          |
| -------------- | ----------------------------- |
| Джийн Хекман   | Макс Милан                    |
| Ал Пачино      | Френсис Лионел „Лион“ Делбучи |
| Айлин Бренън   | Дарлене                       |
| Ричард Линч    | Райли                         |
| Дороти Тристан | Коли                          |
| Ан Уеджуорт    | Френчи                        |
| Пенелопе Ален  | Ани Глийсън                   |
| Ричард Хекман  | Мики Гренууд                  |
| Ал Чиньолани   | Говорителят                   |
| Рътаня Алда    | Жена в лагера                 |

## Награди и номинации
- 1973 – Награда Златна палма на кинофестивала в Кан